# Eiji Morioka
Eiji Morioka (森岡 栄治 (?); Osaka, 8 giugno 1946 – 9 novembre 2004) è stato un pugile giapponese.

## Palmarès

### Olimpiadi
- 1 medaglia:
  - 1 bronzo (Città del Messico 1968 nei pesi gallo)